# ليندا فيرز دايفيد
ليندا فيرز دايفيد (بالإنجليزية: Linda Fierz-David) ولدت في عام 1891- وتوفيت في عام 1955. هي لغوية ألمانية. وهي واحدة من أوائل المحللين اليونغيين في زيوريخ. كانت أول امرأة يتم قبولها في جامعة بازل، حيث درست فقه اللغة الألمانية. قابلت كارل يونغ في عام 1920، لتصبح واحدة من أوائل تلاميذه وأقرب أصدقائه. جمعت الكتب النادرة ودرست علم النفس والأنثروبولوجيا والأساطير والأدب.